# Rogownica pospolita
Rogownica pospolita (Cerastium holosteoides Fr. em. Hyl.) – gatunek rośliny należący do rodziny goździkowatych. Jest pospolity na terenie całej Polski.

## Morfologia

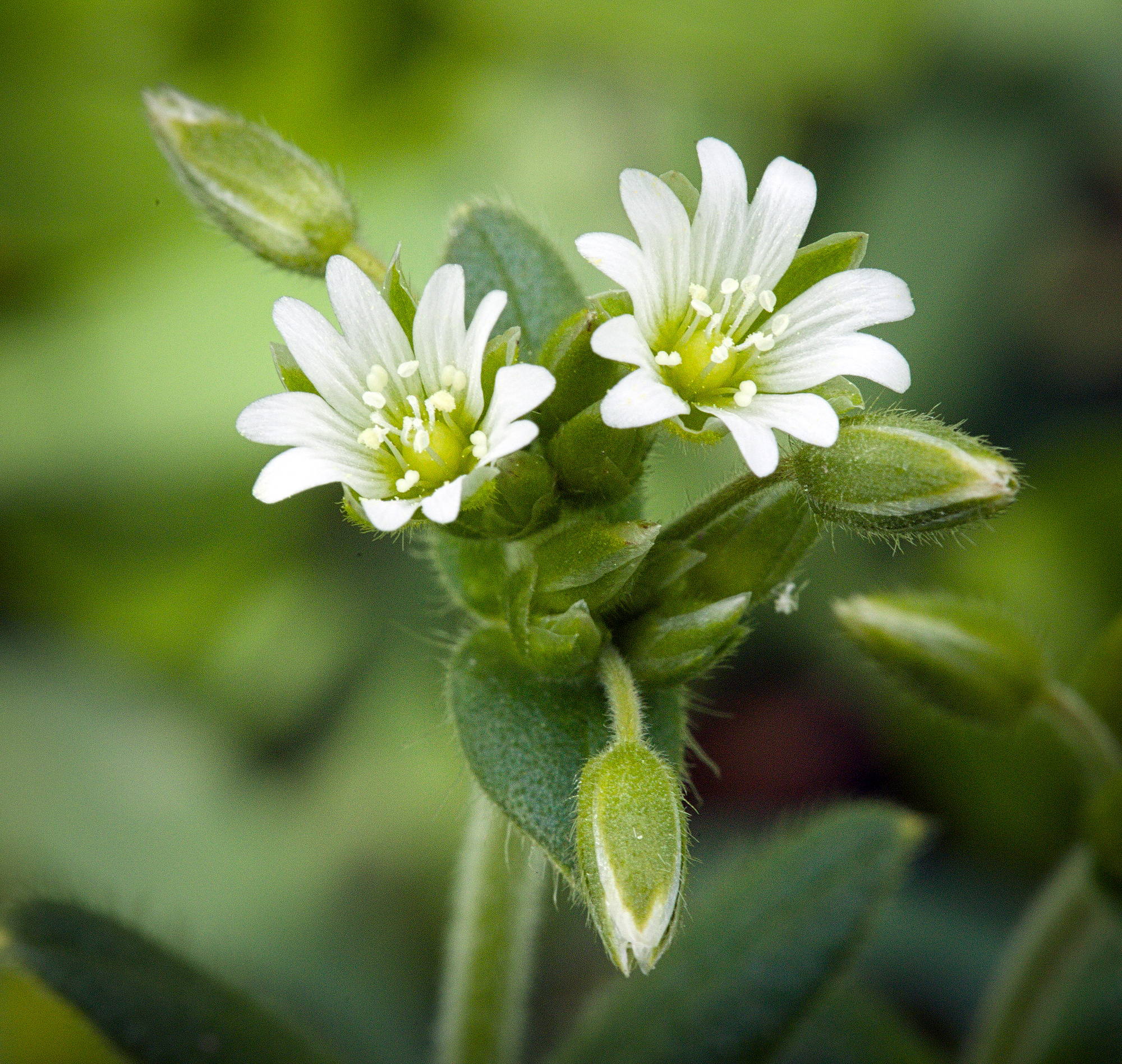
Kwiatostan

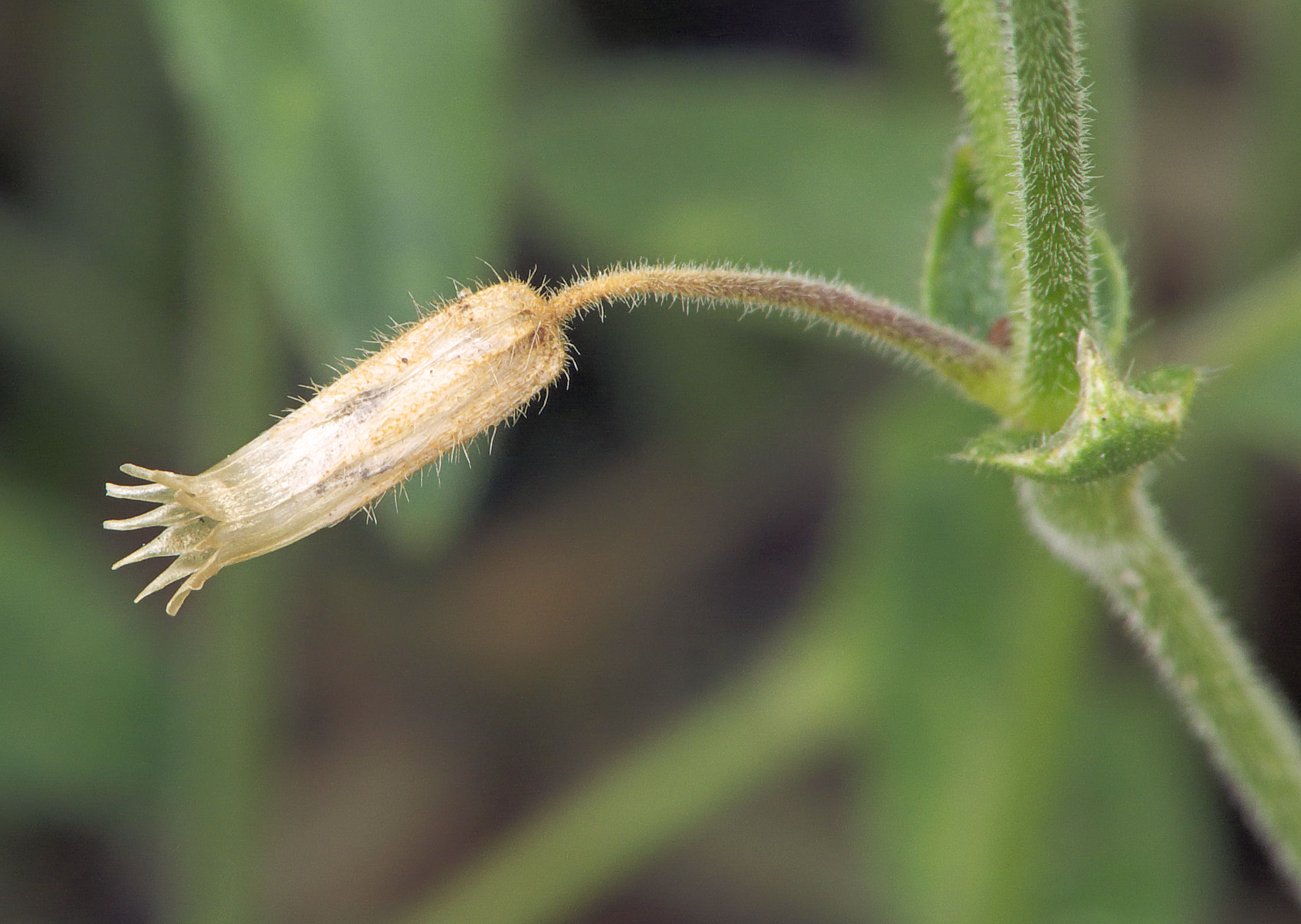
Owoc

PokrójDrobna roślina o cienkich pędach. W nasadzie pędów kwitnących zawsze występują pędy płonne.
ŁodygaPodnosząca się lub wzniesiona, krótko owłosiona, o wysokości (długości) 10–40 cm.
LiścieUlistnienie naprzeciwległe, liście bezogonkowe, łopatkowate lub podłużnie jajowate. Dolne podsadki zwykle nieobłonione.
KwiatyDrobne, zebrane w wierzchotkę dwuramienną. Płatki korony bez rzęsek, o długości 4–6 mm, białe, rozcięte do 1/3 długości.
OwocZwieszona torebka o długości 8–12 mm zawierająca brodawkowate nasiona o rozmiarze 0,6–0,8 mm

## Biologia i ekologia
Roślina dwuletnia lub bylina, chamefit. Siedlisko: pastwiska, łąki, przydroża, polany, ugory. Preferuje gleby żyzne, gliniaste i wilgotne. W uprawach rolnych jest chwastem. W klasyfikacji zbiorowisk roślinnych gatunek charakterystyczny dla klasy (Cl.) Molinio-Arrhenatheretea. Kwitnie od maja do listopada.